# Liste der Gemeinden in der Stadtregion Graz
Die Stadtregion Graz ist eine österreichische Agglomeration in der Steiermark. Die Region besteht aus der Kernzone (Code: SR021) sowie der Außenzone (Code: SR022).
Am 1. Jänner 2013 umfasste die Stadtregion Graz eine Fläche von 150.388,37 ha mit 466.804 Einwohnern, davon
- die Kernzone mit 27.690,36 ha und 314.358 Einwohner
- die Außenzone mit 122.698,01 ha und 152.446 Einwohner

Quelle: Statistik Austria

## Liste der Gemeinden laut Abgrenzung von 2001
Die Tabelle berücksichtigt die Gemeindestrukturreform in der Steiermark, jedoch sind einige ehemalige Gemeinden nicht enthalten, die in größere Gemeinden eingemeindet wurden, welche nicht Teil der Stadtregion sind. Dies sind:
- die ehemaligen Gemeinden Georgsberg, Labuch, Laßnitzthal, Södingberg, Stainztal, Stenzengreith, Studenzen und Ungerdorf,
- sowie Teile der ehemaligen Gemeinde Stocking.

- Datenstand:
  - Gemeinden und Gemeindenamen: 2017
  - Einwohner: 1. Jänner 2024
  - Fläche: 1. Jänner 2024
  - Bevölkerungsdichte: 1. Jänner 2024
  - Gerichtsbezirke: 2017
- Regionen sind Kleinregionen der Steiermark

### Kernzone Graz
| Gemeinde             | Lage | Ew      | km²    | Ew / km² | Gerichtsbezirk     | Region   | Typ             | Metadaten         |
| -------------------- | ---- | ------- | ------ | -------- | ------------------ | -------- | --------------- | ----------------- |
| Graz                 |      | 302.749 | 127,57 | 2373     | Graz-Ost Graz-West | –        | Statutar- stadt | Gem.Kennz.: 60101 |
| Feldkirchen bei Graz |      | 7.287   | 11,56  | 630      | Graz-Ost           | 057 GU 8 | Markt- gemeinde | Gem.Kennz.: 60608 |
| Fernitz-Mellach      |      | 4.962   | 20,54  | 242      | Graz-Ost           | –        | Gemeinde        | Gem.Kennz.: 60662 |
| Gössendorf           |      | 4.237   | 7,18   | 590      | Graz-Ost           | –        | Markt- gemeinde | Gem.Kennz.: 60611 |
| Hart bei Graz        |      | 5.483   | 11,02  | 498      | Graz-Ost           | –        | Gemeinde        | Gem.Kennz.: 60617 |
| Hausmannstätten      |      | 3.777   | 6,81   | 555      | Graz-Ost           | –        | Markt- gemeinde | Gem.Kennz.: 60619 |
| Kalsdorf bei Graz    |      | 8.662   | 15,09  | 574      | Graz-Ost           | 057 GU 8 | Markt- gemeinde | Gem.Kennz.: 60624 |
| Raaba-Grambach       |      | 4.983   | 14,65  | 340      | Graz-Ost           | –        | Markt- gemeinde | Gem.Kennz.: 60667 |
| Seiersberg-Pirka     |      | 12.258  | 17,32  | 708      | Graz-Ost           | 057 GU 8 | Gemeinde        | Gem.Kennz.: 60669 |
| Stattegg             |      | 3.033   | 25,85  | 117      | Graz-Ost           | –        | Gemeinde        | Gem.Kennz.: 60646 |
| Premstätten          |      | 7.081   | 29,07  | 244      | Graz-Ost           | 057 GU 8 | Markt- gemeinde | Gem.Kennz.: 60670 |

### Außenzone Graz
| Gemeinde                      | Lage | Ew     | km²   | Ew / km² | Gerichtsbezirk   | Region                      | Typ             | Metadaten         |
| ----------------------------- | ---- | ------ | ----- | -------- | ---------------- | --------------------------- | --------------- | ----------------- |
| Allerheiligen bei Wildon      |      | 1.630  | 20,35 | 80       | Leibnitz         | 042 Stiefing (Stieflingtal) | Gemeinde        | Gem.Kennz.: 61001 |
| Deutschfeistritz              |      | 4.464  | 56,98 | 78       | Graz-West        | –                           | Markt- gemeinde | Gem.Kennz.: 60659 |
| Dobl-Zwaring                  |      | 3.767  | 37,65 | 100      | Graz-Ost         | 064 Unteres Kainachtal      | Markt- gemeinde | Gem.Kennz.: 60660 |
| Eggersdorf bei Graz           |      | 7.243  | 49,22 | 147      | Graz-Ost         | 073 Schöcklland Süd         | Markt- gemeinde | Gem.Kennz.: 60661 |
| Empersdorf                    |      | 1.387  | 14,19 | 98       | Leibnitz         | 042 Stiefing (Stieflingtal) | Gemeinde        | Gem.Kennz.: 61007 |
| Gratkorn                      |      | 8.310  | 34,56 | 240      | Graz-West        | 061 JEGG                    | Markt- gemeinde | Gem.Kennz.: 60613 |
| Gratwein-Straßengel           |      | 12.879 | 86,62 | 149      | Graz-West        | 061 JEGG                    | Markt- gemeinde | Gem.Kennz.: 60664 |
| Heiligenkreuz am Waasen       |      | 2.920  | 26,33 | 111      | Leibnitz         | 042 Stiefing (Stieflingtal) | Markt- gemeinde | Gem.Kennz.: 61052 |
| Hengsberg                     |      | 1.547  | 17,75 | 87       | Leibnitz         | 070 Hengist                 | Gemeinde        | Gem.Kennz.: 61017 |
| Hitzendorf                    |      | 7.360  | 48,83 | 151      | Graz-Ost         | 062 Hitzendorf              | Markt- gemeinde | Gem.Kennz.: 60665 |
| Hofstätten an der Raab        |      | 2.379  | 15,23 | 156      | Weiz             | 069 Gleisdorf               | Gemeinde        | Gem.Kennz.: 61719 |
| Kainbach bei Graz             |      | 2.878  | 17,76 | 162      | Graz-Ost         | 073 Schöcklland Süd         | Gemeinde        | Gem.Kennz.: 60623 |
| Kirchbach-Zerlach             |      | 3.189  | 39,06 | 82       | Feldbach         | 079 Kirchbach–Labilltal     | Markt- gemeinde | Gem.Kennz.: 62381 |
| Krottendorf-Gaisfeld          |      | 2.448  | 17,03 | 144      | Voitsberg        | 043 Mittleres Kainachtal    | Gemeinde        | Gem.Kennz.: 61611 |
| Kumberg                       |      | 3.922  | 29,28 | 134      | Graz-Ost         | 104 Kumberg                 | Markt- gemeinde | Gem.Kennz.: 60626 |
| Lang                          |      | 1.367  | 15,62 | 87       | Leibnitz         | 070 Hengist                 | Gemeinde        | Gem.Kennz.: 61020 |
| Lannach                       |      | 3.668  | 19,84 | 185      | Deutschlandsberg | 064 Unteres Kainachtal      | Markt- gemeinde | Gem.Kennz.: 60318 |
| Laßnitzhöhe                   |      | 2.881  | 14,81 | 195      | Graz-Ost         | 103 Schemerl                | Gemeinde        | Gem.Kennz.: 60628 |
| Lebring-Sankt Margarethen     |      | 2.281  | 7,60  | 300      | Leibnitz         | 070 Hengist                 | Markt- gemeinde | Gem.Kennz.: 61021 |
| Lieboch                       |      | 5.581  | 11,75 | 475      | Graz-Ost         | 064 Unteres Kainachtal      | Markt- gemeinde | Gem.Kennz.: 60629 |
| Ligist                        |      | 3.218  | 34,63 | 93       | Voitsberg        | 043 Mittleres Kainachtal    | Markt- gemeinde | Gem.Kennz.: 61612 |
| Ludersdorf-Wilfersdorf        |      | 2.555  | 12,80 | 200      | Weiz             | 069 Gleisdorf               | Gemeinde        | Gem.Kennz.: 61727 |
| Mooskirchen                   |      | 2.191  | 17,97 | 122      | Voitsberg        | 043 Mittleres Kainachtal    | Markt- gemeinde | Gem.Kennz.: 61615 |
| Nestelbach bei Graz           |      | 2.751  | 27,19 | 101      | Graz-Ost         | 103 Schemerl                | Gemeinde        | Gem.Kennz.: 60666 |
| Peggau                        |      | 2.413  | 11,21 | 215      | Graz-West        | –                           | Markt- gemeinde | Gem.Kennz.: 60632 |
| Pirching am Traubenberg       |      | 2.534  | 31,50 | 80       | Feldbach         | 042 Stiefing (Stieflingtal) | Gemeinde        | Gem.Kennz.: 62385 |
| Preding                       |      | 1.916  | 18,27 | 105      | Deutschlandsberg | 102 Innovatives Laßnitztal  | Markt- gemeinde | Gem.Kennz.: 60324 |
| Sankt Andrä-Höch              |      | 1.730  | 20,63 | 84       | Leibnitz         | 046 Sulmtal–Sausal          | Gemeinde        | Gem.Kennz.: 61030 |
| Sankt Bartholomä              |      | 1.503  | 11,74 | 128      | Graz-West        | 062 Hitzendorf              | Gemeinde        | Gem.Kennz.: 60639 |
| Sankt Josef (Weststeiermark)  |      | 1.700  | 13,29 | 128      | Deutschlandsberg | 064 Unteres Kainachtal      | Gemeinde        | Gem.Kennz.: 60326 |
| Sankt Marein bei Graz         |      | 3.758  | 41,56 | 90       | Graz-Ost         | 103 Schemerl                | Gemeinde        | Gem.Kennz.: 60668 |
| St. Margarethen an der Raab   |      | 4.209  | 43,09 | 98       | Weiz             |                             | Markt- gemeinde | Gem.Kennz.: 61746 |
| Sankt Nikolai im Sausal       |      | 2.336  | 26,18 | 89       | Leibnitz         | 063 Kernraum Leibnitz       | Markt- gemeinde | Gem.Kennz.: 61033 |
| Sankt Oswald bei Plankenwarth |      | 1.278  | 11,76 | 109      | Graz-West        | 062 Hitzendorf              | Gemeinde        | Gem.Kennz.: 60641 |
| Sankt Radegund bei Graz       |      | 2.167  | 21,61 | 100      | Graz-Ost         | 104 Kumberg                 | Gemeinde        | Gem.Kennz.: 60642 |
| Sankt Stefan ob Stainz        |      | 3.654  | 49,21 | 74       | Deutschlandsberg | 084 Reinischkogel           | Gemeinde        | Gem.Kennz.: 60348 |
| Sinabelkirchen                |      | 4.485  | 37,09 | 121      | Weiz             |                             | Markt- gemeinde | Gem.Kennz.: 61748 |
| Söding-Sankt Johann           |      | 4.324  | 19,37 | 223      | Voitsberg        | 043 Mittleres Kainachtal    | Gemeinde        | Gem.Kennz.: 61633 |
| Stallhofen                    |      | 3.211  | 27,26 | 118      | Voitsberg        | 043 Mittleres Kainachtal    | Markt- gemeinde | Gem.Kennz.: 61624 |
| Stiwoll                       |      | 702    | 12,97 | 54       | Graz-West        | 091 (Name noch offen)       | Gemeinde        | Gem.Kennz.: 60647 |
| Thal                          |      | 2.498  | 18,62 | 134      | Graz-Ost         | 062 Hitzendorf              | Markt- gemeinde | Gem.Kennz.: 60648 |
| Vasoldsberg                   |      | 4.789  | 27,97 | 171      | Graz-Ost         | –                           | Markt- gemeinde | Gem.Kennz.: 60653 |
| Weinitzen                     |      | 2.739  | 18,95 | 145      | Graz-Ost         | 104 Kumberg                 | Gemeinde        | Gem.Kennz.: 60654 |
| Werndorf                      |      | 2.848  | 6,24  | 457      | Graz-Ost         | 057 GU 8                    | Gemeinde        | Gem.Kennz.: 60655 |
| Wildon                        |      | 5.749  | 32,72 | 176      | Leibnitz         | 070 Hengist                 | Markt- gemeinde | Gem.Kennz.: 61059 |
| Wundschuh                     |      | 1.661  | 12,79 | 130      | Graz-Ost         | 057 GU 8                    | Gemeinde        | Gem.Kennz.: 60656 |